# Anaheim
Anaheim es una ciudad ubicada en el condado de Orange, en el estado estadounidense de California. En el año 2007, su población era de 345.556 habitantes, lo que la convierte en la décima ciudad más poblada de California. Es también la segunda ciudad más poblada en el condado, después de Santa Ana, y la segunda más grande, en términos de superficie. Es conocida por sus parques temáticos, equipos deportivos, y centros de convenciones.
Fundada por 50 familias alemanas en 1857 y constituida el 10 de febrero de 1870, Anaheim se ha convertido en un centro industrial, productor de electrónicos, partes de aeronaves, y frutas enlatadas. Es el lugar donde se encuentra el complejo vacacional Disneyland Resort, un popular grupo de parques temáticos y hoteles desde 2001, el Angel Stadium of Anaheim, el Honda Center, y el Anaheim Convention Center —el mayor en toda la costa oeste de América— y el Centro de Visitantes de Anaheim —adyacente al Centro de convenciones—. El nombre de Anaheim es una combinación formada de dos términos: Ana, a partir del cercano río Santa Ana, y heim, un término común en Alemania que significa «casa».
Los límites de la ciudad abarcan desde Cypress, en el oeste, hasta llegar a la frontera del condado de Riverside, en el este. El occidente de Anaheim se caracteriza por las vecindades que datan de la década de 1950, y que comprenden parte de la continua expansión de los suburbios de Los Ángeles.

## Historia
Fundada por inmigrantes alemanes provenientes de Franconia en 1857 y situada en una extensión de 1.165 acres, Anaheim, cuyo nombre proviene del cercano río Santa Ana y del vocablo alemán heim, que significa «hogar», se desarrolló inicialmente como un centro industrial de productos electrónicos, partes de aeronaves y frutas enlatadas.
Sus primeros residentes, vía votación colectiva, optaron por llamarla «Annaheim», (que en alemán significa «la casa de Ana»), nombre que cambiaría con el paso del tiempo a «Anaheim». Para los hispanohablantes el lugar se conocía como «Campo Alemán».
Sin embargo, en la década de los 80, la ciudad fue azotada por una epidemia de insectos y bichos que ocasionaron graves daños a las hectáreas y áreas cultivables de la colonia.
En 1920, el Ku Klux Klan, en la cima de su influencia y popularidad, decidió convertir Anaheim en una ciudad-hogar del Klan. En 1924, el Klan logró que cuatro de los cinco miembros de la administración de la ciudad fueran miembros del Klan. Permanecieron en su cargo por un año, hasta que fueron descubiertos y, como resultado, cesados de manera definitiva.
Actualmente, en Anaheim se encuentra Disneyland Resort, donde se ubica Disneyland Park, inaugurado en 1955, así como también el Angel Stadium of Anaheim, sede del equipo Los Angeles Angels. Además, es la sede del mayor centro de convenciones de la costa Oeste de Estados Unidos, el Anaheim Convention Center.
En los últimos años, la ciudad ha crecido enormemente y su popularidad ha alcanzado altos niveles, un panorama muy distinto a la colonia alemana fundada hace más de un siglo.

## Geografía
- Altitud: 48 m
- Latitud: 33° 50' 07 N
- Longitud: 117° 54' 48 O

### Clima
| Parámetros climáticos promedio de Anaheim, California (1981–2010) | Parámetros climáticos promedio de Anaheim, California (1981–2010) | Parámetros climáticos promedio de Anaheim, California (1981–2010) | Parámetros climáticos promedio de Anaheim, California (1981–2010) | Parámetros climáticos promedio de Anaheim, California (1981–2010) | Parámetros climáticos promedio de Anaheim, California (1981–2010) | Parámetros climáticos promedio de Anaheim, California (1981–2010) | Parámetros climáticos promedio de Anaheim, California (1981–2010) | Parámetros climáticos promedio de Anaheim, California (1981–2010) | Parámetros climáticos promedio de Anaheim, California (1981–2010) | Parámetros climáticos promedio de Anaheim, California (1981–2010) | Parámetros climáticos promedio de Anaheim, California (1981–2010) | Parámetros climáticos promedio de Anaheim, California (1981–2010) | Parámetros climáticos promedio de Anaheim, California (1981–2010) |
| Mes                                                               | Ene.                                                              | Feb.                                                              | Mar.                                                              | Abr.                                                              | May.                                                              | Jun.                                                              | Jul.                                                              | Ago.                                                              | Sep.                                                              | Oct.                                                              | Nov.                                                              | Dic.                                                              | Anual                                                             |
| ----------------------------------------------------------------- | ----------------------------------------------------------------- | ----------------------------------------------------------------- | ----------------------------------------------------------------- | ----------------------------------------------------------------- | ----------------------------------------------------------------- | ----------------------------------------------------------------- | ----------------------------------------------------------------- | ----------------------------------------------------------------- | ----------------------------------------------------------------- | ----------------------------------------------------------------- | ----------------------------------------------------------------- | ----------------------------------------------------------------- | ----------------------------------------------------------------- |
| Temp. máx. abs. (°C)                                              | 35                                                                | 34.4                                                              | 36.1                                                              | 41.1                                                              | 41.1                                                              | 40                                                                | 41.7                                                              | 38.9                                                              | 42.2                                                              | 41.7                                                              | 37.2                                                              | 31.7                                                              | 42.2                                                              |
| Temp. máx. media (°C)                                             | 20.9                                                              | 21.1                                                              | 22.3                                                              | 23.7                                                              | 25.1                                                              | 26.8                                                              | 29.6                                                              | 30.5                                                              | 29.9                                                              | 27.4                                                              | 22.8                                                              | 21.2                                                              | 25.1                                                              |
| Temp. mín. media (°C)                                             | 8.5                                                               | 9.1                                                               | 10.2                                                              | 11.6                                                              | 14.1                                                              | 15.9                                                              | 17.8                                                              | 18                                                                | 16.8                                                              | 14.3                                                              | 10.1                                                              | 8.6                                                               | 12.9                                                              |
| Temp. mín. abs. (°C)                                              | -1.1                                                              | -1.1                                                              | 2.8                                                               | 3.3                                                               | 7.2                                                               | 10                                                                | 12.2                                                              | 11.7                                                              | 10.6                                                              | 7.2                                                               | 0.6                                                               | 0                                                                 | -1.1                                                              |
| Precipitación total (mm)                                          | 86.1                                                              | 84.8                                                              | 52.6                                                              | 20.8                                                              | 8.9                                                               | 4.1                                                               | 0.8                                                               | 0                                                                 | 2.3                                                               | 16.8                                                              | 27.7                                                              | 57.4                                                              | 362.2                                                             |
| Fuente:                                                           |                                                                   |                                                                   |                                                                   |                                                                   |                                                                   |                                                                   |                                                                   |                                                                   |                                                                   |                                                                   |                                                                   |                                                                   |                                                                   |

## Guía turística de Anaheim
Al estar en un área cercana a Los Ángeles y San Diego, Anaheim posee una excelente ubicación, la cual converge en una gran afluencia turística por año.
A continuación se enlistan algunas de las atracciones e intereses turísticos predominantes en la popular ciudad:
Parques temáticos
- Disneyland Park
- Disney's California Adventure

Áreas turísticas
- Centro de Convenciones de Anaheim
- Downtown Disney
  - House of Blues, Casa del Blues
  - ESPN Zone
- Estanque Arrowhead
- The Sun Theatre («Teatro Sun»)

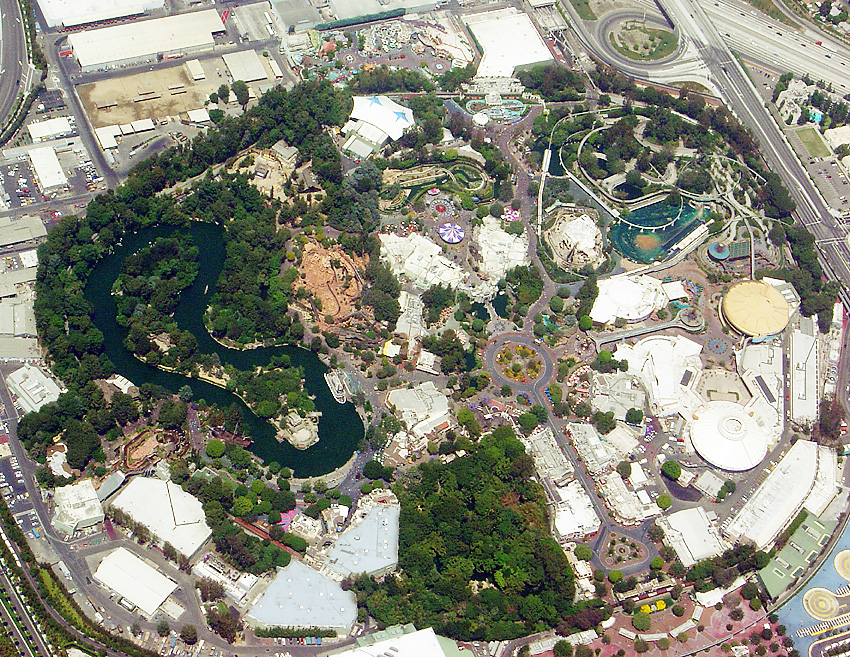
Vista aérea de Disneyland Park.

- Aquarium of the Pacific («Acuario del Pacífico»)

## Deportes y equipos profesionales
| Club                          | Deporte            | Periodo         | Liga                                     | Escenario                 |
| ----------------------------- | ------------------ | --------------- | ---------------------------------------- | ------------------------- |
| Anaheim Ducks                 | Hockey sobre hielo | 1993-Actualidad | Liga Nacional de Hockey: Liga Americana  | Honda Center              |
| Los Ángeles Angels of Anaheim | Béisbol            | 1961-Actualidad | Grandes Ligas de Béisbol: Liga Americana | Angel Stadium             |
| Anaheim Arsenal               | Baloncesto         | 2006-2009       | NBA Development League: D-League         | Anaheim Convention Center |
| Anaheim Amigos                | Baloncesto         | 1967-1968       | ABA: 5.ª división oeste                  | Anaheim Convention Center |

## Celebridades y famosos de la ciudad
- Marcus Mumford, cantante de la banda británica Mumford & Sons
- Austin Butler, actor, modelo y cantante.
- Gwen Stefani, cantante solista y de la banda No Doubt.
- Loretta Sánchez, miembro del congreso de los Estados Unidos, representando el condado de Orange.
- Carl Karcher, fundador de la cadena de restaurantes Carl's Jr.
- Mickey Mouse, creación animada de Walt Disney, y residente en la ciudad desde 1955, fecha de apertura del parque temático Disneyland.
- Don Davis, compositor musical de Matrix.
- Milo Ventimiglia, actor que aparece en la serie televisiva Héroes, interpretando a Peter Petrelli.
- Steve Martin, actor que ha trabajado en películas de comedia como El padre de la novia I y El padre de la novia II, Doce en casa I y Doce en casa II, entre otras.
- Mark St. John, virtuoso guitarrista y por ser exmiembro de Kiss, por un año y lanzar el álbum Animalize, ser líder de la banda White Tiger y trabajar con otros famosos.
- Jeff Buckley, cantautor y guitarrista.
- Rebecca Black, cantante.
- Ashley Benson, actriz.
- Christina Masterson, actriz estadounidense.
- Lonzo Ball, baloncestista profesional.
- Rob Liefeld, historietista.

## Educación
El Distrito Escolar de la Ciudad de Anaheim y el Distrito Escolar de Magnolia gestionan escuelas primarias públicas. El Distrito Escolar Unificado de Preparatorias de Anaheim gestiona escuelas medias y secundarias públicas.
En una parte de la Ciudad de Anaheim, el Distrito Escolar Unificado de Garden Grove gestiona escuelas públicas de todos los niveles.

## Ciudades hermanadas
- Vitoria (España)